# Tracy-sur-Mer
Tracy-sur-Mer is een gemeente in het Franse departement Calvados (regio Normandië) en telt 298 inwoners (2004). De plaats maakt deel uit van het arrondissement Bayeux.

## Geografie
De oppervlakte van Tracy-sur-Mer bedraagt 3,7 km², de bevolkingsdichtheid is 80,5 inwoners per km².
De onderstaande kaart toont de ligging van Tracy-sur-Mer met de belangrijkste infrastructuur en aangrenzende gemeenten.

## Demografie
Onderstaande figuur toont het verloop van het inwonertal (bron: INSEE-tellingen).
Vanwege een beveiligingsprobleem met de MediaWiki Graph-software is het momenteel niet mogelijk deze grafiek weer te geven. Zodra de software is bijgewerkt zal de grafiek vanzelf weer zichtbaar worden.
1. ↑  Populations de référence 2022.